# Domine non es dignus
Domine non es dignus è il secondo album in studio del gruppo musicale black metal britannico Anaal Nathrakh, pubblicato nel 2004.

## Tracce
1. I Wish I Could Vomit Blood on You... ...People – 1:51
2. The Oblivion Gene – 3:06
3. Do Not Speak – 5:33
4. Procreation of the Wretched – 4:35
5. To Err Is Human, to Dream – Futile – 3:47
6. Revaluation of All Values – 4:49
7. The Final Destruction of Dignity – 3:33
8. Swallow the World – 3:59
9. This Cannot Be the End – 6:24
10. Rage, Rage Against the Dying of the Light – 4:25

## Formazione
- Irrumator - tutti gli strumenti
- V.I.T.R.I.O.L. - voce